# SQL Anywhere
SQL Anywhere ist eine relationale Datenbank der in Walldorf beheimateten Firma SAP. SQL Anywhere wurde ursprünglich von der in Dublin, Kalifornien, beheimateten Firma Sybase entwickelt. Am 30. Juli 2010 konnte die Übernahme von Sybase durch das Walldorfer Unternehmen abgeschlossen werden.

## Eigenschaften
SQL Anywhere zeichnet sich durch seine große Plattformunabhängigkeit aus. Die Datenbankdateien können auf verschiedene Betriebssysteme und auch auf mobile Geräte kopiert und miteinander synchronisiert werden. Die SQL-Plattform selber läuft auf allen gängigen Microsoft-Windows-Betriebssystemen einschließlich mobilen Systemen wie Windows CE, aber auch auf Unix, Linux und OS X. SQL Anywhere wurde und wird gerne zur Entwicklung von mobilen Applikationen eingesetzt, da die Dateien von einem Betriebssystem ohne Probleme auf ein anderes Betriebssystem kopiert werden können.
SQL Anywhere ist eine sogenannte self-contained database: Andere Datenbanken (z. B. PostgreSQL, Apache Derby) speichern die Daten einer Datenbank in mehreren Daten- und Index-Dateien innerhalb eines Verzeichnisbaumes. SQL Anywhere speichert die zu einer Datenbank gehörenden Daten in einer Datei (oder mehreren, falls die Datenbank eine gewisse Größe überschreitet), deren Speicherort der Nutzer frei festlegen kann.